# Djamel Belalem
Djamel Belalem (en arabe : جمال بلعالم) est un footballeur algérien né le 12 août 1993 à Es Senia, dans la banlieue d'Oran. Il évolue au poste de milieu de terrain au MC El Bayadh.

## Biographie
Avec l'équipe de l'ASM Oran, il joue 24 matchs en première division algérienne, inscrivant quatre buts.
Avec le club de la JS Saoura, il dispute 33 matchs en première division algérienne. Il joue également un match en Ligue des champions d'Afrique en 2017. Il se classe deuxième du championnat d'Algérie lors de la saison 2017-2018 avec cette équipe.

## Palmarès
- Vice-champion d'Algérie en 2018 avec la JS Saoura
- Accession en Ligue 1 en 2014 avec l'ASM Oran